# Novation

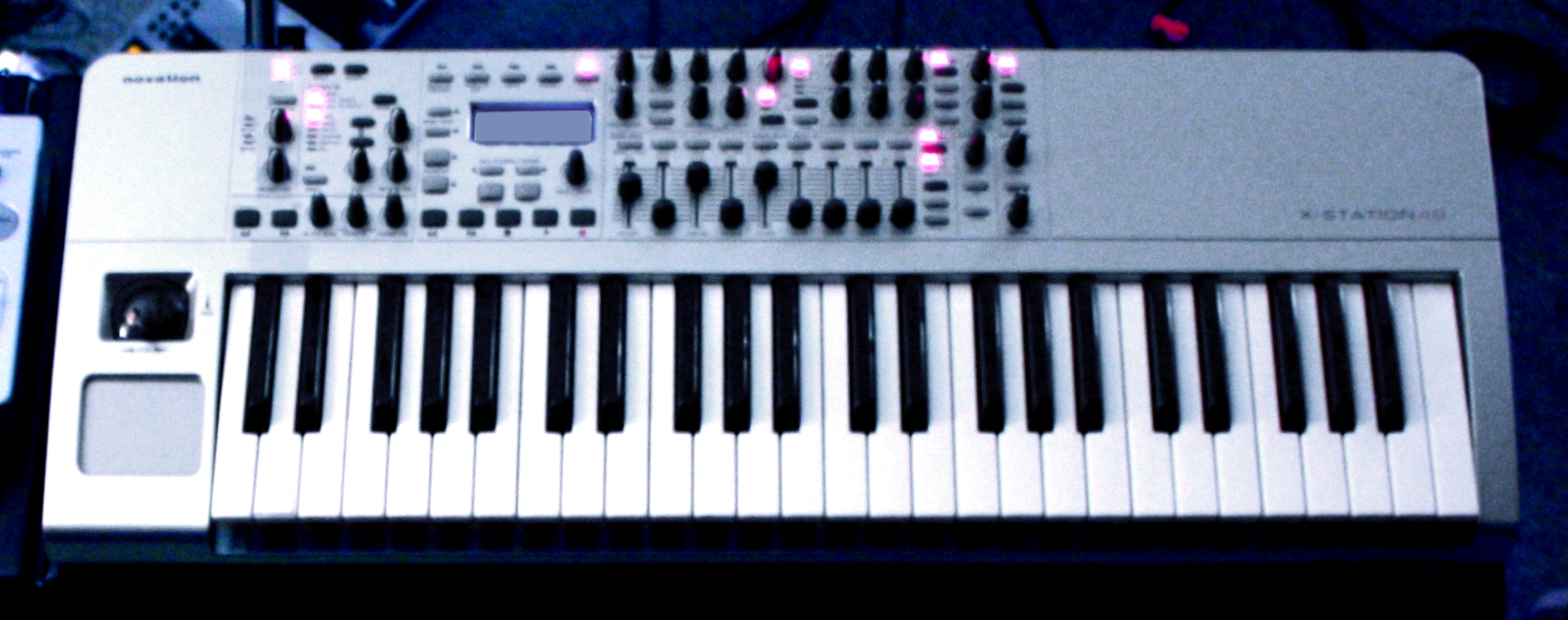
Syntezator Novation X-Station 49

Novation Digital Music Systems Ltd. – brytyjski producent sprzętu do produkcji muzyki. Firma została założona w 1992 roku przez Iana Jannawaya oraz Marka Thompsona jako Novation Electronic Music Systems.
Dyrektorem technicznym jest Chris Huggett, który wcześniej zaprojektował takie instrumenty jak Wasp czy też OSCar oraz napisał system operacyjny samplera Akai S1000. W czasie współpracy z firmą Akai, udzielił on wsparcia założycielom Novation. Następnie stał się jego pracownikiem, poświęcając czas na projektowanie modelu SuperNova. W sierpniu 2004 Novation Electronic Music Systems zostało przejęte przez Focusrite Audio Engineering Ltd. Stając się jego filią, zmieniło nazwę na Novation Digital Music Systems Ltd.

## Asortyment

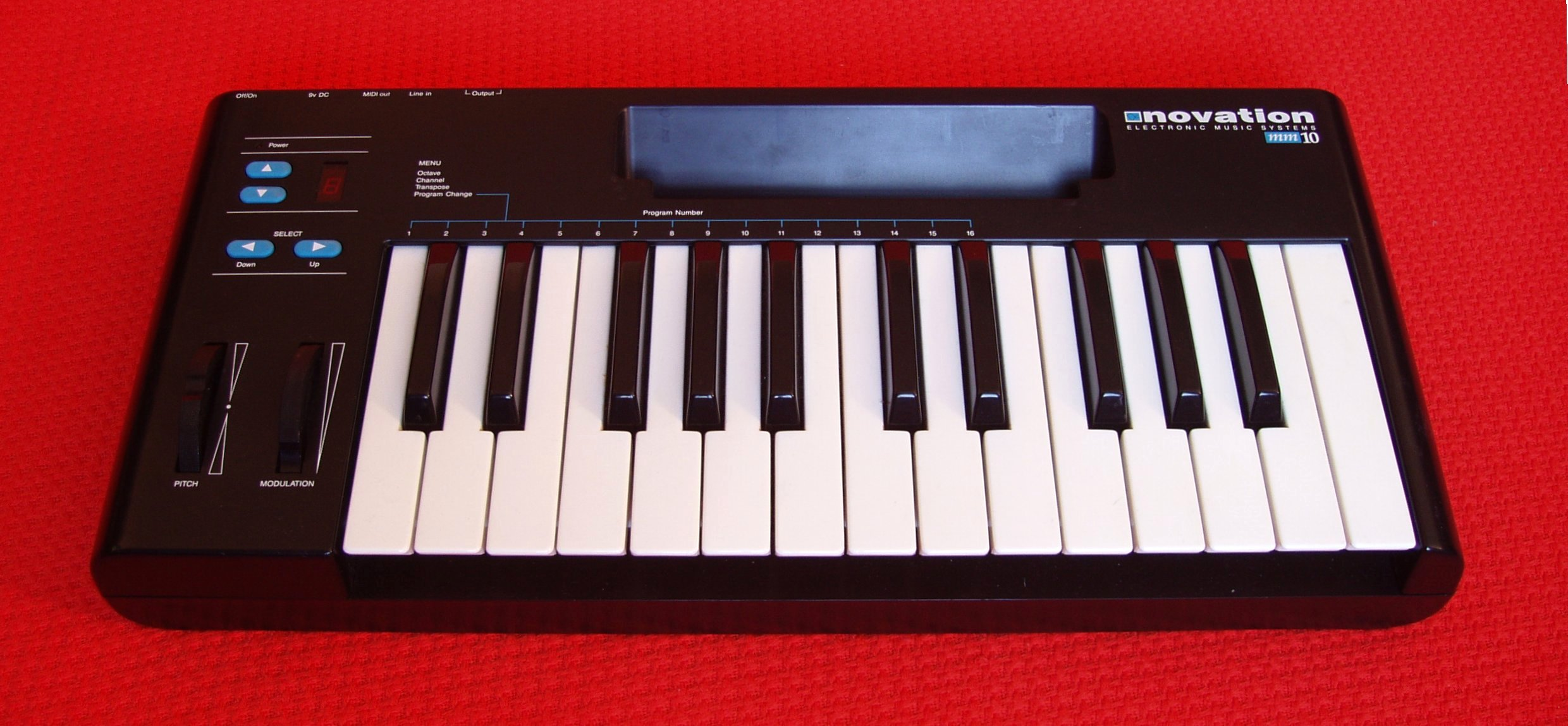
Kontroler Novation MM10

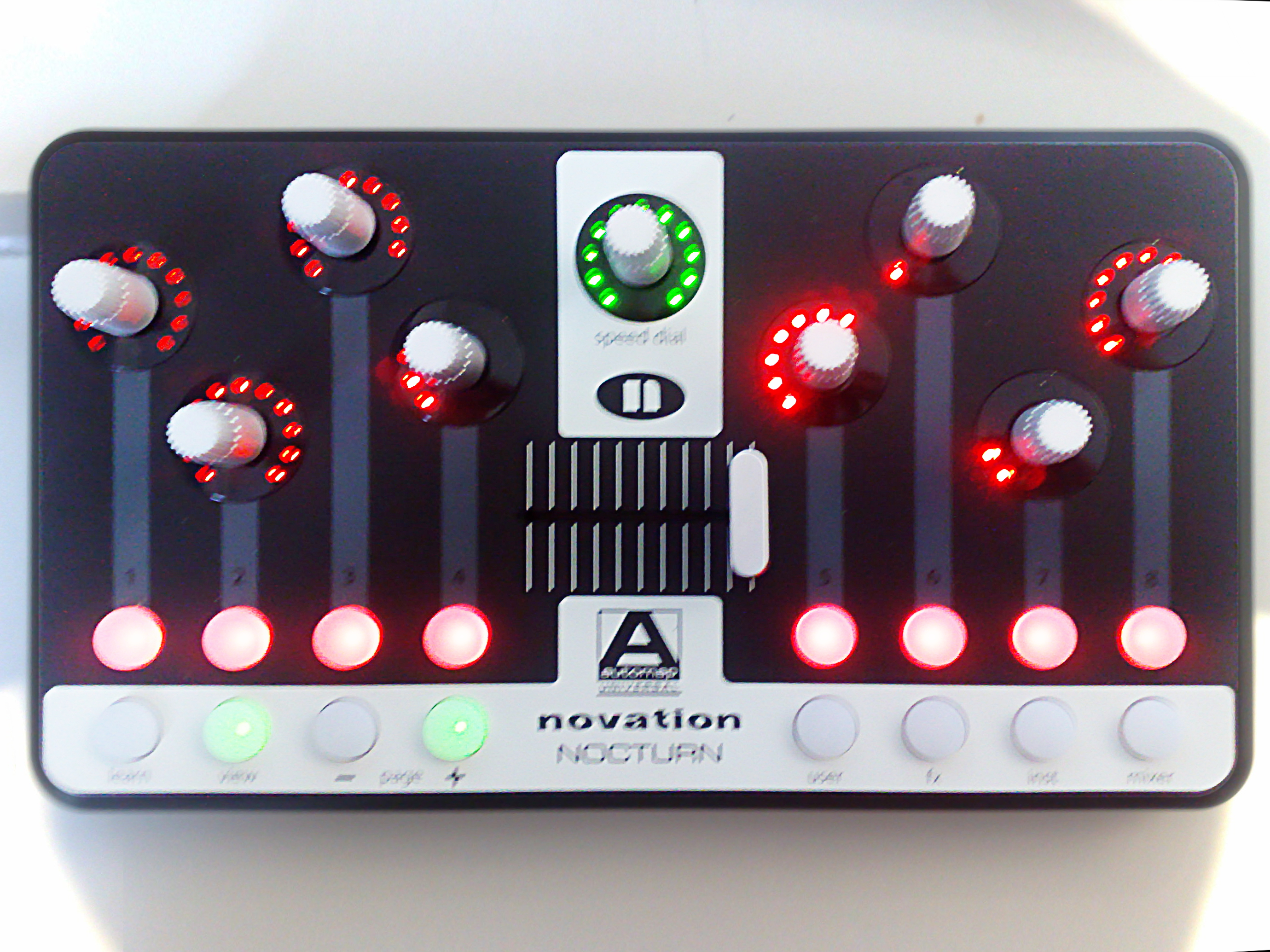
Kontroler Novation Nocturn

Przedsiębiorstwo specjalizuje się w produkcji syntezatorów analogowych, Virtual Analog oraz kontrolerów MIDI.

### Syntezatory
- Bass Station
- Novation Drum Station
- Super Bass Station
- Supernova
- A-Station
- K-Station
- X-Station
- Supernova II
- Nova
- Xio-Synth
- KS Series
- UltraNova
- MiniNova
- Bass Station II
- Peak
- Summit

### Kontrolery MIDI
- ReMOTE LE
- ReMOTE SL
- ReMOTE ZeRo SL
- ReMOTE SL MkII
- ReMOTE ZeRo SL MkII
- Nocturn
- Impulse
- Launchpad
- Launch Control XL
- Launchkey
- SL MkIII
- FLkey

### Grooveboxy
- Circuit